# Joan Camprubí (coreògraf)
Joan Camprubí (Reus, 1825 - Barcelona, ?) fou un ballarí i coreògraf català de dansa clàssica i dansa espanyola.
Fill del mestre de danses boleres Marià Camprubí, Joan Camprubí va aprendre els passos de dansa des de ben petit. Als onze anys ja havia ballat a Barcelona, Granada, Madrid i Sevilla. Va estudiar amb el mestre italià Fabianni, i quan el 4 d'abril de 1847 es va inaugurar el Gran Teatre del Liceu, Joan Camprubí figurava en el cartell fent parella amb la barcelonina Manuela García i encapçalant la Compañía de Baile Nacional, formada per seixanta figurants. En aquella ocasió, Camprubí i García van interpretar La Rondeña, ballada per dotze parelles i amb coreografia del mateix Camprubí, aleshores mestre de ball del Liceu. D'aquests ballarins, un any més tard, es forma el cos de ball del Liceu, amb només quatre homes, entre els quals Joan Camprubí figura com a primer ballarí i coreògraf. Camprubí i García van ser la primera parella de ballarins catalans que van fer gira per Europa: Toló, Bordeus, París, Londres, Basilea, Berna, Zuric, Stuttgart, Múnic, Dresden, Viena, Pest, Transsilvània, Moràvia, Galitsia, Pèrsia i tres anys d'actuacions a Rússia. De retorn a Barcelona, es van establir al Gran Teatre del Liceu, on van presentar un extens repertori de coreografies: La Cachucha, El Jaleo, Seguidillas, Sevillanas, Boleras robadas, Ball pla i Ball rodó.

## Estrenes
4 abril 1847: La Rondeña (en la inauguració del Gran Teatre del Liceu)
La Cachucha
El Jaleo
Seguidillas
Sevillanas
Boleras robadas
Ball pla
Ball rodó